# Иксион (Еврипид)
«Иксион» (др.-греч. Ἰξίων) — трагедия древнегреческого драматурга Еврипида (V век до н. э.) на сюжет, связанный с фессалийскими мифами. Её текст почти полностью утрачен.
Заглавный герой трагедии — мифологический персонаж, царь племени лапифов, жившего на севере Фессалии. Иксион убил своего тестя Деионея и получил очищение от Зевса. Позже он воспылал страстью к жене Зевса Гере, специально для него было создано подобие богини, но Иксион начал рассказывать людям, что возлежал с ней самой. Зевс, не выдержав этого, низверг Иксиона в преисподнюю.
О сюжете трагедии известно немногое. Антиковед Гартунг попытался «обрисовать самый ход действия» и продемонстрировал при этом, по словам Иннокентия Анненского, «немало рвения, остроумия и любви к Еврипиду». Согласно одной из гипотез, драматург изобразил Иксиона как софиста, ставящего под сомнение основные этические постулаты.